# Моше Шнітцер

Моше Шнітцер (нар.1921, Чернівці —16 серпня 2007) — президент Алмазної біржі Ізраїлю. Румунський єврей, який іммігрував до Ізраїлю та став ключовим гравцем у міжнародній торгівлі алмазами. З 1967 року до 1993 року він був президентом Ізраїльської алмазної біржі (IDE), яка стала найбільшою у світі алмазною біржею.

## Раннє життя
Шніцер народився в місті Чернівці (на той час Румунське королівство) в 1921 році. У 1934 році він емігрував до Підмандатної Палестини. Пізніше вивчав історію та філософію в Єврейському університеті в Єрусалимі.
У 1942 році, підштовхнутий батьком, він вступив у алмазний бізнес. Він залишив університет, щоб працювати на заводі для шліфування алмазів лише на знак протесту. Шнітцер навчився пиляти і різати на фабриці Пікеля в Тель-Авіві, де став керівником робіт у 1944 р. У 1945 р. він та Шломо Вініков заснували Товариство розвитку алмазної промисловості в Палестині. У 1944 році він ініціював і став видавцем журналу «Гайалом»(«Діамант»), який виходить донині. У 1946 р. Шнітцер та Елханан Гальперін стали співавторами посібника на івриті «Алмази» (Diamonds (Yahalomim)).
Шнітцер також воював в Іргуні — сіоністській воєнізованій групі, яка прагнула створити єврейську державу в Палестині. Налагоджені там зв'язки з майбутніми керівниками допомогли йому пізніше у діловому житті. Він став членом Іргуна в 1941 році, а солдатом ізраїльської армії після її об'єднання в армію в 1948 році.
У 1947 р. він був одним із засновників Ізраїльської алмазної біржі (ISDE), створеної в результаті об'єднання всіх алмазних установ країни. Шнітцер був обраний віце-президентом ISDE у 1949 р.
Шнітцер та його партнер заснували фірму Schnitzer-Greenstein у 1952 році. У 1960 році він відкрив власну фірму, M. Schnitzer & Co., зі своїм сином Шмуелем Шнітцером та зятем Шаєм Шнітцером.

## Президент Ізраїльської алмазної біржі

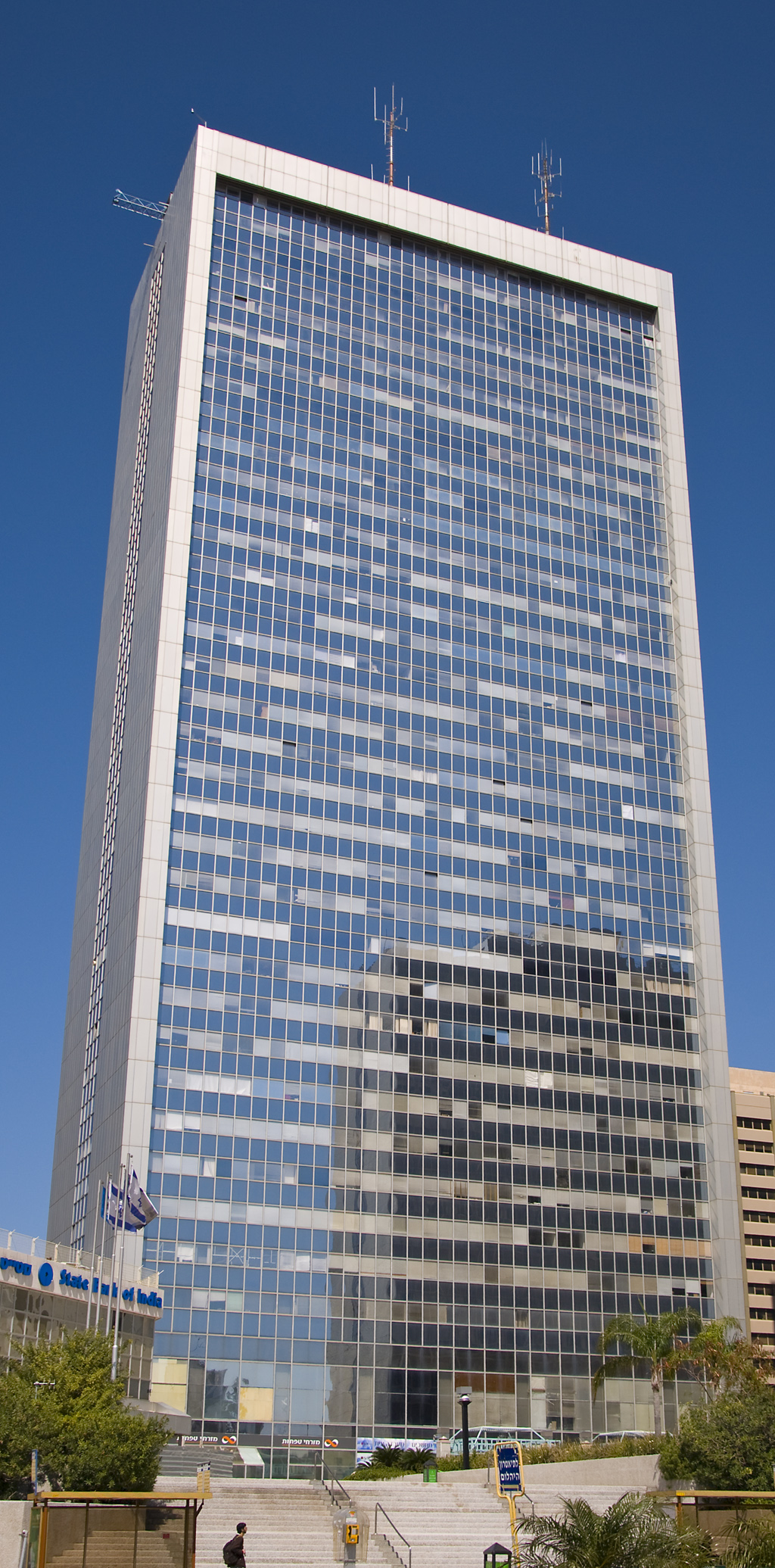
Діамантова вежа IDE, відкрита в 1992 році

З 1967 року до 1993 року Шнітцер був президентом Ізраїльської алмазної біржі. За час його тривалого перебування біржа була перетворена з організації з відносно незначним становищем на міжнародному ринку в найбільшу та найсучаснішу біржу у світі. Щорічний експорт шліфованих алмазів із Ізраїлю зріс за його перебування у 17 разів — з 200 млн до 3,4 млрд доларів США.

### Пов'язана діяльність
Шнітцер також був президентом Всесвітньої федерації алмазних біржів (WFDB) з 1968 року до 1972 року і з 1978 року до 1982 року. Він відповідав за створення в 1982 році Фонду Шнітцера з досліджень ізраїльської економіки та суспільства в Університеті Бар-Ілан, присвяченого фінансуванню академічних досліджень на економічні та соціальні теми. Шнітцер домовився про створення музею діамантів Гаррі Оппенгеймера в Рамат-Гані в 1986 році і був головою музею до липня 2003 року.

## Дипломатична діяльність
У його позиції були політичні аспекти. І прем'єр-міністри Ізраїлю Іцхак Рабин та Голда Меїр використовували Шніцера для передачі повідомлень Радянському Союзу під виглядом ведення алмазних операцій. За часів Індіри Ганді Індія дуже критикувала політику Ізраїлю, і ворожість населення зберігалася і після її смерті в 1984 році. З цієї причини, коли Індія подала заявку на вступ до Всесвітньої федерації алмазних бірж у липні 1986 року, Моше Шнітцер заявив, що Ізраїль проти прийняття Індії. Однак наступного місяця представники Ізраїльської алмазної біржі заявили, що заявку не відхилено.

## Честі та спадщина
Моше Шнітцер був нагороджений Ізраїльською премією в 2004 році, найвищою цивільною нагородою, яку присудив Ізраїль. Нагорода була вручена за «внесок у розвиток Держави Ізраїль та ізраїльське суспільство». Він визнав його ключову роль у перетворенні Ізраїлю в один з головних центрів виробництва алмазів у світі. Він також був нагороджений орденом короля Бельгії Леопольда за внесок у міжнародну алмазну промисловість. Він отримав почесний ступінь доктора університету Бар-Ілан. Площа, що прилягає до алмазної біржі в Рамат-Гані, називається Moshe Schnitzer Plaza.
Шнітцер помер у серпні 2007 року. На його похорони прийшли віддати шану колишній прем'єр-міністр Ізраїлю Беньямін Нетаньягу, колишній головний рабин Ізраїль Меїр Лау та інші видатні люди. У травні 2008 року під час церемонії відкриття Всесвітнього діамантового конгресу в Шанхаї він посмертно отримав першу в історії нагороду «Діамантер року». Його син Шмуель Шнітцер також був президентом IDE та WFDB. Його онук Ден Гертлер став відомим в алмазному бізнесі в Африці. Гертлер перший у своїй родині займався нешліфованими алмазами, нешліфованими каменями, що доповнює амбіції Шмуеля Шнітцера щодо Ізраїлю замінити Антверпен (Бельгія), як найбільший алмазний центр у світі.
За словами президента WFDB Ернеста Блома, «Моше Шнітцер був провидцем. Після закладання в Ізраїлі фундаменту для того, що в основному за його планом переросте в один з найважливіших алмазних центрів у світі, він звернув свою увагу на WFDB на міжнародну торгівлюя діамантами. Він зрозумів, що наша сила полягає в здатності доповнювати одне одного, працюючи разом як міжнародна мережа колег, а не як конкурентів. Покоління діамантерів з усього світу вважали його наставником і лідером».